# Carel le Roux
Carel le Roux (né le 31 août 1972) est un athlète sud-africain, spécialiste du lancer du poids.

## Biographie
En 1993, il s'adjuge la médaille d'or des championnats d'Afrique, à Durban en Afrique du Sud, avec un lancer à 18,29 m. 
Diplômé de l'école de médecine de l'université de Pretoria en 1996, il émigre au Royaume-Uni où il complète sa formation en se spécialisant dans les maladies métaboliques et obtient son doctorat de l'Imperial College London.

### Palmarès
| Date | Compétition            | Lieu     | Résultat | Épreuve         | Performance |
| ---- | ---------------------- | -------- | -------- | --------------- | ----------- |
| 1993 | Championnats d'Afrique | Durban   | 1er      | Lancer du poids | 18,29 m     |
| 1994 | Jeux du Commonwealth   | Victoria | 4e       | Lancer du poids | 18,50 m     |

### Records
| Épreuve         | Performance | Lieu     | Date            |
| --------------- | ----------- | -------- | --------------- |
| Lancer du poids | 19,11 m     | Pretoria | 24 février 1995 |